# Высоковольтный проезд
Высоково́льтный проезд — улица в районе Отрадное Северо-Восточного административного округа города Москвы. Проходит от дублёра Алтуфьевского шоссе до улицы Римского-Корсакова. Назван в 1967 году по находящейся вблизи линии высоковольтной электропередачи и электрической подстанции № 505 «Бескудниково».

## Описание
Высоковольтный проезд начинается у дублёра Алтуфьевского шоссе вблизи 3-го Алтуфьевского путепровода через Медведковскую железнодорожную ветку и проходит на восток. В районе электроподстанции «Бескудниково» поворачивает на юг и заканчивается на улице Римского-Корсакова. 

## Учреждения и организации
- 1, строение 36 — Электросетьстройпроект;
- 1, строение 30 — Аэроклиматстрой;
- 1, строение 26 — Электрорадиокомплект;
- 1А — монтажно-наладочное управление Электросетьстрой; Центрэлектросетьстрой;
- 1, строение 24 — промышленная поликлиника «Релакс»; Монтажкабель; НТЦ «Редуктор»;
- 1 — БМЗ Энерготехпром; Энергопромполимер; Энергостройпромоборудование;
- 1, строение 43 — Энерготехимпекс;
- 5 — электрическая подстанция № 505 «Бескудниково» 500/220/110 кВ;
- 7 — НПП «Вольта»;
- 9 — Спецавтопредприятие СВАО ГУП;
- 13А — ТЦ «Вымпел»;
- 11 — Центральная ремонтно-восстановительная служба Отрадное, СВАО;
- 13 — НИЦ по испытанию высоковольтной аппаратуры.

## Общественный транспорт

### Внеуличный транспорт

#### Станцииметро
- Бибирево
- Отрадное

#### Железнодорожные станции и платформы
- Бескудниково
- Дегунино

### Наземный транспорт
Непосредственно по улице не проходят маршруты общественного транспорта. Вблизи расположены остановки «Высоковольтный проезд» и «Алтуфьевское шоссе, 42» со следующими маршрутами.

#### Автобусы
- 598: Юрловский проезд —  Отрадное — Алтуфьевское шоссе —  Алтуфьево —  Лианозово
- 238:  Окружная —  Владыкино —  Отрадное — улица Римского-Корсакова —  Бабушкинская — Станция Лосиноостровская
- 238к: Микрорайон 4 «Д» Отрадного —  Отрадное — улица Римского-Корсакова —  Бабушкинская — Станция Лосиноостровская
- 525:  Владыкино — Алтуфьевское шоссе —  Алтуфьево — Улица Корнейчука
- 282:  Войковская —  Петровско-Разумовская —  Окружная — Алтуфьевское шоссе —  Бибирево — Улица Корнейчука
- 380:  Дегунино — Алтуфьевское шоссе —  Отрадное —  Свиблово
- 571: Микрорайон 4 «Д» Отрадного —  Отрадное — Алтуфьевское шоссе —  Бескудниково — Алтуфьевское шоссе —  Алтуфьево —  Лианозово — Платформа Грачёвская

#### Электробусы
- т73:  ВДНХ —  Улица Академика Королёва —  Телецентр — Алтуфьевское шоссе —  Алтуфьево — 6-й микрорайон Бибирева
- 503:  Владыкино — Алтуфьевское шоссе —  Бибирево —  Лианозово —  Алтуфьево — Улица Корнейчука
- 353:  Владыкино — Алтуфьевское шоссе —  Бескудниково —  Бибирево —  Медведково — Осташковская улица
- 637:  Владыкино —  Отрадное — Алтуфьевское шоссе —  Бескудниково —  Бибирево
- 803:  ВДНХ — Алтуфьевское шоссе —  Отрадное — Алтуфьевское шоссе —  Бескудниково
- н9:  Китай-город —  ВДНХ —  Улица Академика Королёва —  Телецентр —  Отрадное — Алтуфьевское шоссе —  Бибирево —  Алтуфьево — 6-й микрорайон Бибирева